# Tylototriton daloushanensis
Tylototriton daloushanensis — вид хвостатих земноводних родини саламандрових (Salamandridae). Описаний у 2022 році.

## Назва
Видова назва daloushanensis вказує на типове місцезнаходження виду — гори Далоушань.

## Поширення
Поширений в провінції Гуйчжоу на сході Китаю.

## Опис
Морфологічно новий вид відрізняється від інших тилотритонів поєднанням таких ознак: великий розмір тіла (SVL 64,7-83,6 мм у самців і 70,5-100,3 мм у самиць); голова довша ніж широка, присутні виступаючі кісткові хребти; морда закруглена у виді зі спини; довжина хвоста менша за довжину тіла як у самців, так і у самиць; чорне забарвлення тіла, за винятком яскраво-помаранчевих ділянок черепа, долонь і підошов, анальної ділянки та вентрального хребта хвоста; відносна довжина пальців стопи III > IV > II > I > V; кінчики пальців сягають між очима та ніздрями, коли передні кінцівки витягнуті вперед; дистальний кінчик кінцівок сильно перекривається, коли передні та задні кінцівки натискаються вздовж тулуба; наявність гулярної складки; хребет злегка сегментований, дещо сплощені реброві вузлики, нечіткі проміжки між ребровими вузликами; відсутність плям помаранчевого кольору на задніх привушних кістках і вузликах ребер.